# Христо Сяров
 Христо (Тачо) Добрев Сяров  (ок. 1848, Стара Загора – 1917, Пловдив) е български  революционер, учител и предприемач.

## Биография
Роден е около 1848 г. в  Стара Загора. Там завършва класно училище. През 1867 г. участва като доброволец във  Втората българска легия в Белград, където се сближава с Васил Левски. Работи като учител в с. Черково (днес Братя Кунчеви, Старозагорско), където започва разкопки и урежда археологическа сбирка. Учи парфюмерия в Прага. През 1872 г. открива работилница за сапун в Стара Загора. Участва дейно в Старозагорския революционен комитет и става помощник на Атанас Узунов.
Около 1874 г. емигрира в Румъния, където се захваща с търговия и открива  фабрика за сапун. Влиза в средите на българската революционна емиграция. Христо Ботев от Букурещ изпраща пощенска картичка по революционни въпроси до Христо Сяров в Гюргево на 25 февруари 1875 г.
След 1883 г. Сяров притежава парфюмерийна фабрика в София. По-късно се установява в Пловдив, където участва успешно в  Първото българско земеделско и промишлено изложение през 1892 г. Умира в Пловдив в началото на 1917 г.